# Shine (Tyketto)
Shine è il terzo album in studio del gruppo musicale statunitense Tyketto, pubblicato nel 1995 dalla Music for Nations.

## Tracce
1. Jamie – 4:30
2. Rawthigh – 4:35
3. Radio Mary – 5:51
4. Get Me There – 4:07
5. High – 3:22
6. The Ballad of Ruby – 4:24
7. Let It Go – 5:06
8. Long Cold Winter – 3:43
9. I Won't Cry – 6:20
10. Shine – 4:16

## Formazione
- Steve Augeri – voce
- Brooke St. James – chitarra, cori
- Jimi Kennedy – basso
- Michael Clayton Arbeeny – batteria